# Нью-Йорк Метс
«Нью-Йорк Метс» (англ. New York Mets) професійна бейсбольна команда заснована у 1962 в окрузі Флошінґ, Квінз у місті Нью-Йорк, Нью-Йорк.  Команда входить до Східного дивізіону, Національної бейсбольної ліги, Головної бейсбольної ліги.
Домашнім полем для «Нью-Йорк Метс» — Шей-стадіум.
«Метс» виграли світову серію (бейсбольний чемпіонат США) у 1969 і 1986 роках.

## Посилання

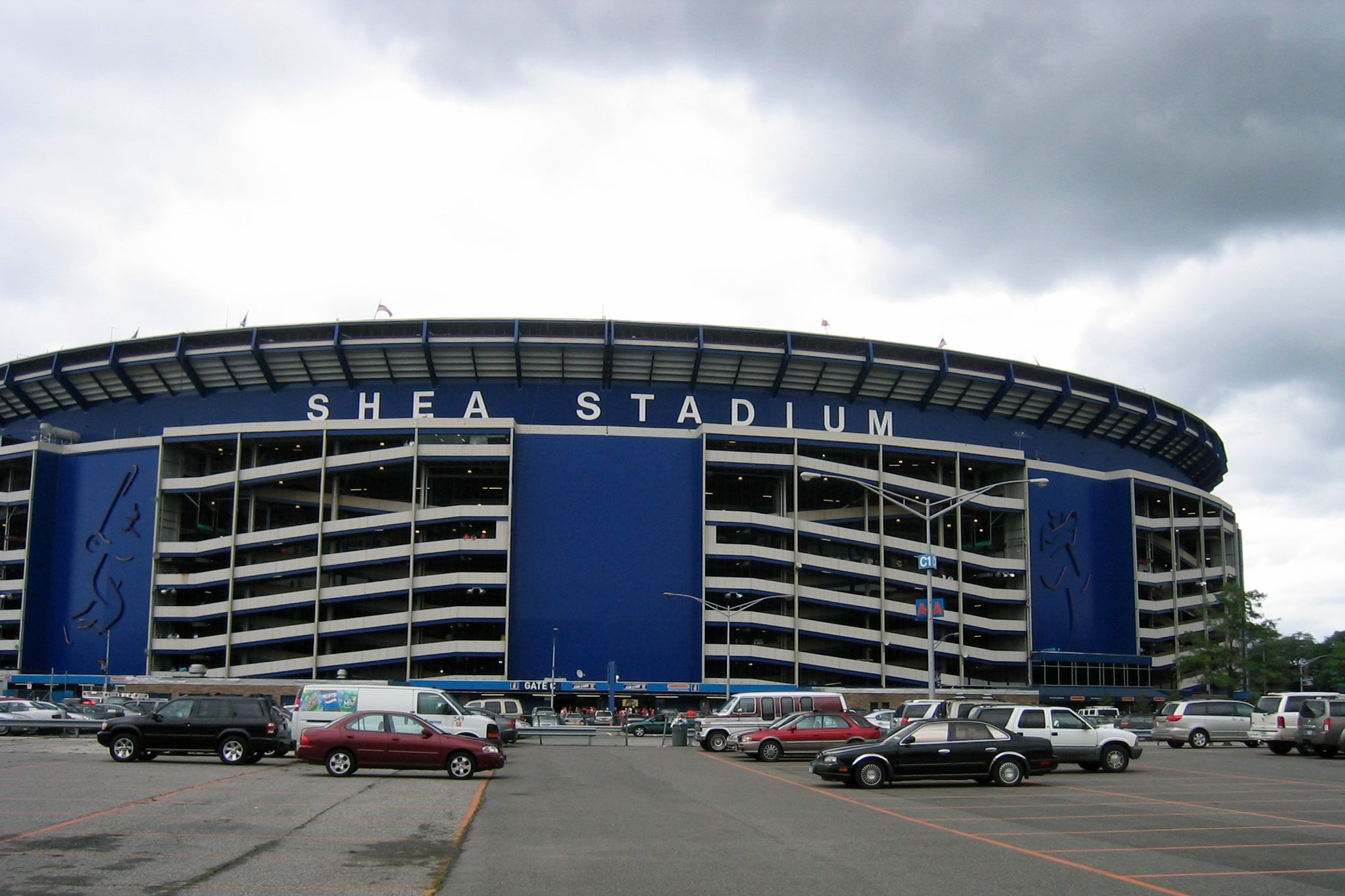
Домашнє поле бейсбольної команди Нью-Йорк Метс — Шей-стадіум